# Miłość i wojna (film 1996)
Miłość i wojna (ang. In Love and War) – amerykański melodramat z 1996 roku w reżyserii Richarda Attenborough, zrealizowany na podstawie książki Hemingway in Love and War autorstwa Henry’ego Villarda i Jamesa Nagela.

## Produkcja
Zdjęcia kręcono w kanadyjskim Quebecu (Montreal, Montebello) oraz we włoskiej Wenecji Euganejskiej (Bassano del Grappa, Vittorio Veneto, Wenecja).

## Obsada
- Sandra Bullock − Agnes von Kurowsky
- Chris O’Donnell − Ernest 'Ernie' Hemingway
- Mackenzie Astin − Henry Villard
- Margot Steinberg − Mabel 'Rosie' Rose
- Ingrid Lacey − Elsie 'Mac' MacDonald
- Tara Hugo − Katherine 'Gumshoe' De Long
- Emilio Bonucci − Dr Domenico Caracciolo
- Diane Witter − Adele Brown
- Mindy Lee Raskin − Charlotte Anne Miller
- Tracy Hostmyer − Ruth Harper

## Wersja polska
Opracowanie wersji polskiejStart International Polska
ReżyseriaPaweł Galia
DialogiMaria Etienne
Dźwięk i montażHanna Makowska
Kierownictwo produkcjiElżbieta Araszkiewicz
Wystąpili
- Beata Ścibakówna − Agnes von Kurowsky
- Bartosz Opania − Ernest Hemingway
- Jan Englert − Domenico Caracciolo
- Rafał Królikowski − Henry Villard
- Barbara Bursztynowicz − Elsie MacDonald
- Maria Pakulnis − Katherine De Long
- Wojciech Malajkat − De Cart

oraz
- Elżbieta Bednarek
- Elżbieta Kijowska
- Małgorzata Kaczmarska
- Ewa Serwa
- Jolanta Wilk
- Tomasz Bednarek
- Jarosław Boberek
- Artur Kaczmarski
- Jacek Kopczyński
- Wiesław Machowski
- Jerzy Molga
- Piotruś Serafiński